# Ethel Moorhead
Ethel Moorhead, född 28 augusti 1869, död 4 mars 1955, var en skotsk feminist. Hon är känd för sitt engagemang i kampanjen för införandet av rösträtt för kvinnor. 